# Từ Huy
Từ Huy, tên khai sinh là Tạ Từ Huy (15 tháng 10 năm 1948 – 10 tháng 9 năm 2006), quê ở Điện Bàn, Quảng Nam, là một nhạc sĩ Việt Nam.
Từ Huy vốn học Đại học Văn khoa Sài Gòn, Cao đẳng Mỹ thuật Huế. Ông đã từng có những bài thơ yêu nước in trên các tạp chí Đối diện, Văn.... Sau năm 1975, Từ Huy đi vào sáng tác ca khúc. Ông là lớp nhạc sĩ đầu tiên trưởng thành sau 1975 .
Ngay từ những tác phẩm đầu tiên mang chất nhạc trẻ như Những lời em hát, Mùa xuân tình yêu... đã được giới thanh niên đón nhận. Những năm sau đó, ca khúc Từ Huy xuất hiện nhiều trên các sàn diễn như Chiều thứ bảy, Lời yêu thương, Một thoáng quê hương, Mong đợi ngậm ngùi, Ngày em đến...
Là một trong bảy nhạc sĩ thuộc nhóm Những người bạn, Từ Huy vừa sáng tác vừa tổ chức Câu lạc bộ Nhạc sĩ nhằm giới thiệu các tác phẩm mới của các nhạc sĩ trẻ và giới thiệu các ca sĩ trẻ.
Từ Huy đã xuất bản nhiều tuyển tập thơ, ca khúc và album tác giả. Ông từng là họa sĩ báo Phụ nữ Thành phố Hồ Chí Minh và là thư ký toà soạn tờ Thế giới Âm nhạc của Hội Nhạc sĩ Việt Nam.
Ông mất tại Bệnh viện Chợ Rẫy sau một thời gian lâm bệnh . Ông có một người con trai tên Tạ Nguyên Phúc, hiện là một biên đạo thời trang nổi tiếng, đã thực hiện nhiều show diễn thời trang.

## Một số tác phẩm
- Mong đợi ngậm ngùi
- Một thoáng quê hương (viết chung với Thanh Tùng)
- Ngày em đến
- Quê hương tuổi thơ tôi
- Hãy đàn lên
- Những lời em hát
- Ngày Tết quê em
- Một vòng quanh
- Mùa xuân tình yêu
- Ngày tháng phiêu bồng
- Cánh chim lang thang
- Lá biếc
- Mưa chiều kỷ niệm
- Như cây với lá
- Từ khi có em
- Chín dòng sông hát
- Ru em
- Xuân thì
- Ngôi sao ngày mới (viết khai mạc cuộc thi Sao Mai đầu tiên)
- Lời chúc đêm giao thừa
- Con gái Sài gòn

## Danh sách đĩa nhạc

#### Album phòng thu
- Ngày em đến - với Thanh Lam và Hồng Nhung (1994)